# Aliella ballii
Aliella ballii là một loài thực vật có hoa trong họ Cúc. Loài này được (Klatt) Greuter mô tả khoa học đầu tiên năm 2003.